# Cordillera Teton
La cordillera Teton (en inglés: Teton Range) es una cordillera de los Estados Unidos, una de las estribaciones orientales de las Montañas Rocosas localizada, en su mayor parte, en el extremo noroccidental del estado de Wyoming y, una pequeña parte, en el extremo nororiental de Idaho.
En la zona se ha establecido un parque nacional, el parque nacional de Grand Teton —declarado en 1929, con 1255 km²—, que comprende además de toda la cordillera el Jackson Hole, con el gran lago Jackson —103,4 km² y una profundidad máxima de 134 m— y varios lagos más pequeños, como el Leigh, Jenny, Phelps, Emma Matilda, Two Ocean, Bradley y Taggart.
La cordillera lleva su nombre por «Les Trois Tetons» (que significa «Las Tres Tetas») el nombre que los primeros exploradores franceses dieron a sus tres picos más significativos y reconocibles.

## Geografía

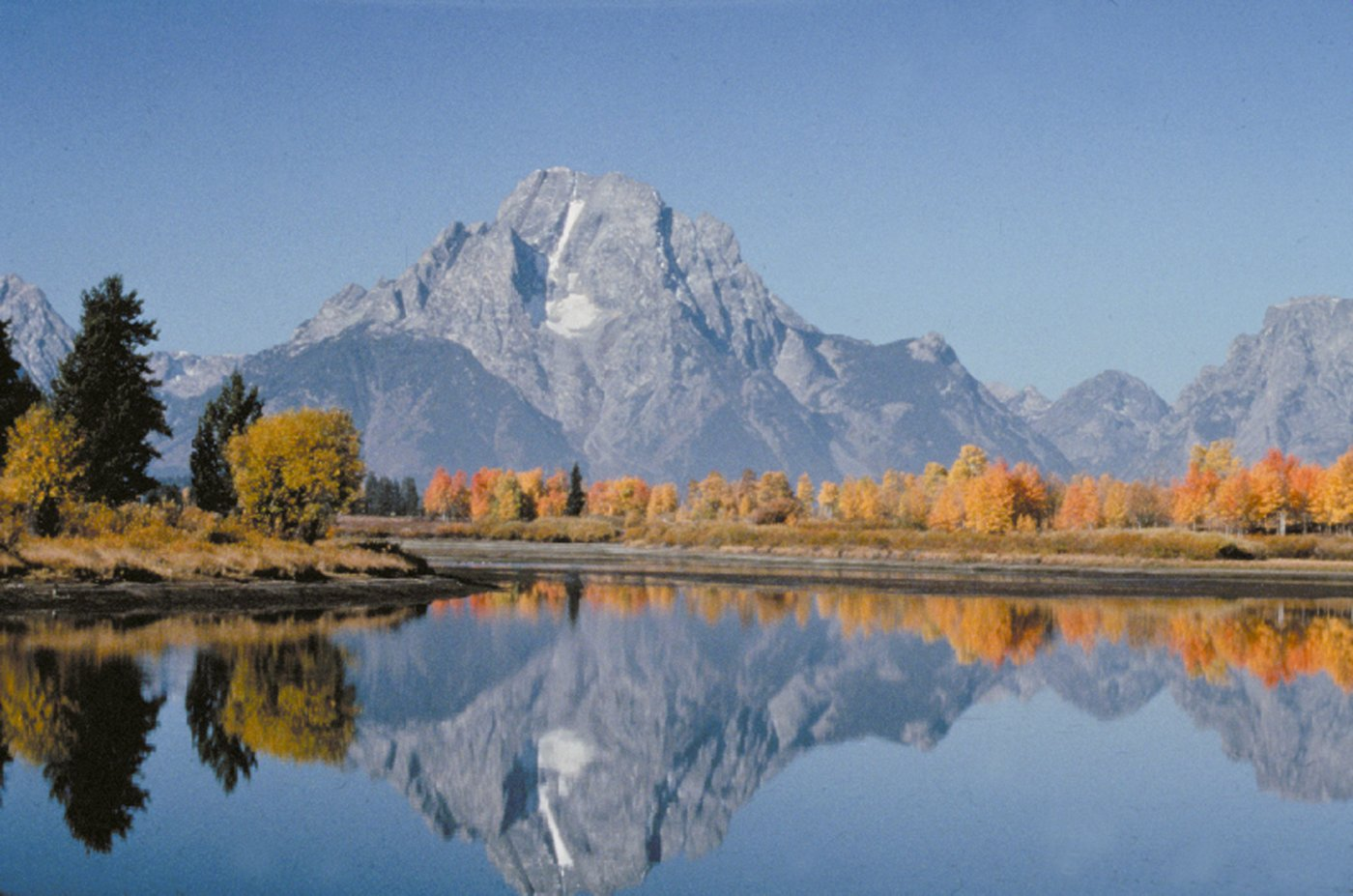
Monte Moran, en la cordillera Teton.

La cordillera discurre en sentido N-S, durante unos 120 km, en el extremo noroccidental de Wyoming, aunque algunas estribaciones alcanzan el borde oriental de Idaho. Al norte, la cordillera está limitada por la meseta Pichstone; al oeste, por el río Tetón, un corto afluente del río Snake (97 km); al este,  por el propio río Snake, en su curso alto (al otro lado del valle del Snake está la cordillera Gros Ventre); y al sur, el arroyo Trail separa esta cadena montañosa de la cordillera Snake River. 
Los principales picos son el Grand Teton (4198 m) y el monte Owen (3940 m) y la cordillera tiene otros ocho «docemiles» (12.000 pies, 3666 m).

## Áreas protegidas
La mayoría de la cordillera se encuentra el parque nacional de Grand Teton. Además, partes de la cordillera también pertenecen a zonas declaradas como bosque nacional: la parte meridional, al Bosque Nacional Bridger-Teton —declarado en 1908, con un área de 13 800 km²— y la parte norte, al bosque nacional Caribou-Targhee —declarado en 1903, con 10 646 km².

## Geología

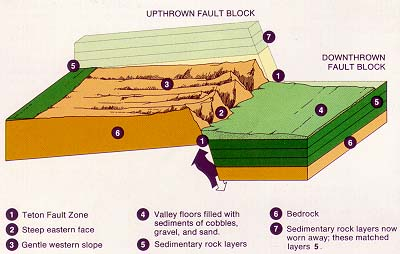
Esquema de la orogénesis de las Teton.

Hace entre seis y nueve millones de años, el estiramiento y adelgazamiento de la corteza terrestre provocó el movimiento a lo largo de la falla de Teton. El bloque oeste a lo largo de la falla fue empujado hacia arriba para formar la cordillera Teton, creando así la cadena montañosa más joven de las montañas Rocosas. La falla de este bloque cayó hacia abajo para formar el valle conocido como Jackson Hole («agujero Jackson»). Si bien muchos de los picos centrales de la cordillera están formados por granito, los procesos geológicos que dieron lugar a la composición actual comenzaron alrededor de 2,5 millones de años atrás. En ese momento, las arenas y escombros volcánicos se depositaron en el fondo de un antiguo océano. Además, luego se depositaron sedimentos durante varios millones de años y, finalmente, el calor y la presión, metamorfosearon esos sedimentos en gneis, que comprenden las grandes masas de la cordillera. Posteriormente, el magma se vio forzado hacia arriba a través de las grietas y deficiencias en el gneis hasta formar el granito, con espesores desde centímetros a cientos de metros. El antiguo magma se ha manifestado como diques de piedra negra de rocas diabasa, visible en la cara suroeste del monte Moran y en el Grand Teton. La erosión y la elevación han hecho el granito visible hoy en día. 
Una de las razones que hacen a los Tetones famosos es su gran altitud por encima de su base, lo que los diferencia de la mayoría de cadenas montañosas, ya que no hay picos más bajos que puedan enturbiar la visión (la vista es especialmente pintoresca desde Jackson Hole). Así, los Tetons sobresalen de 1500 a casi 2100 m sobre el terreno.

## Imágenes

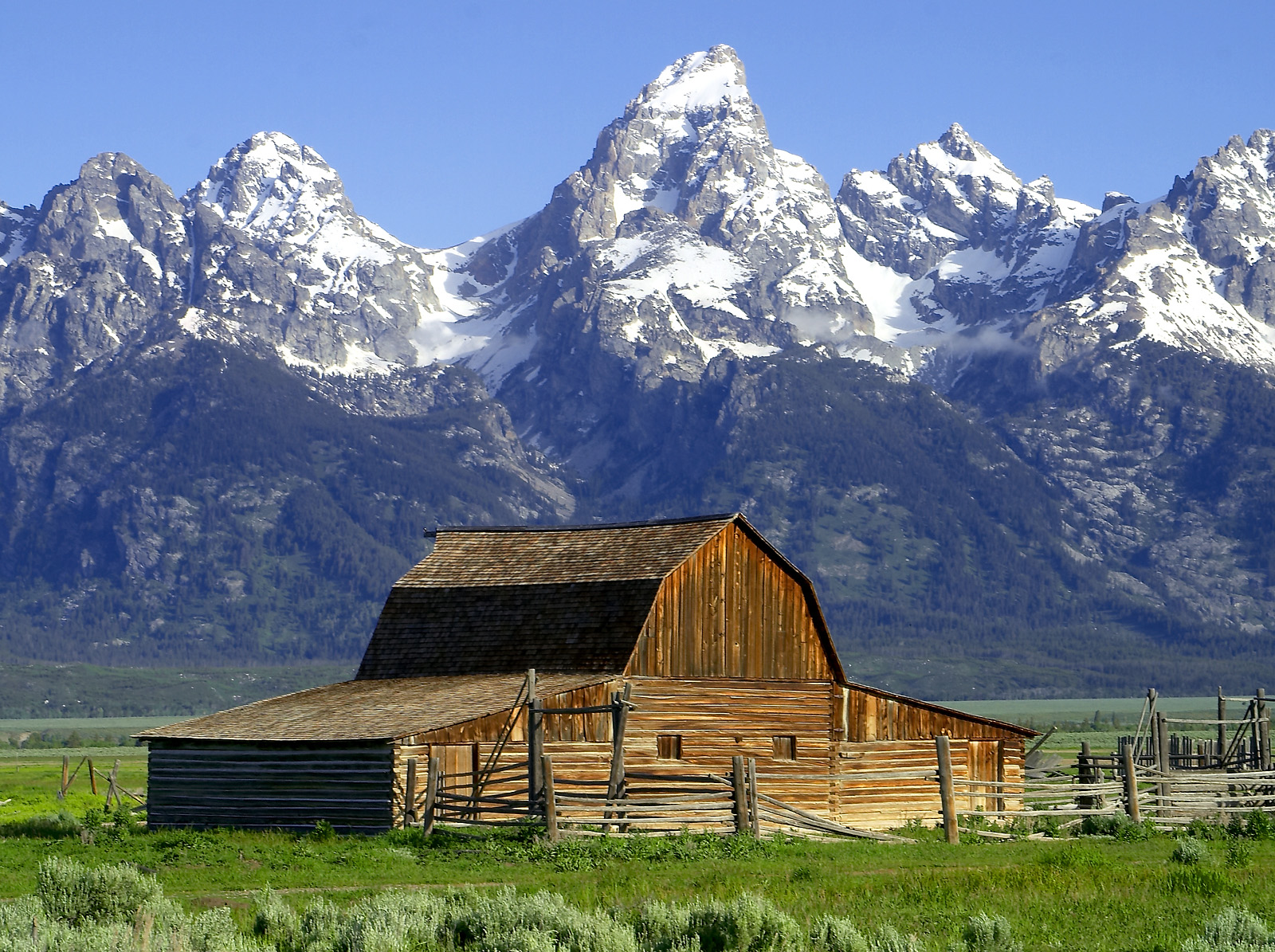
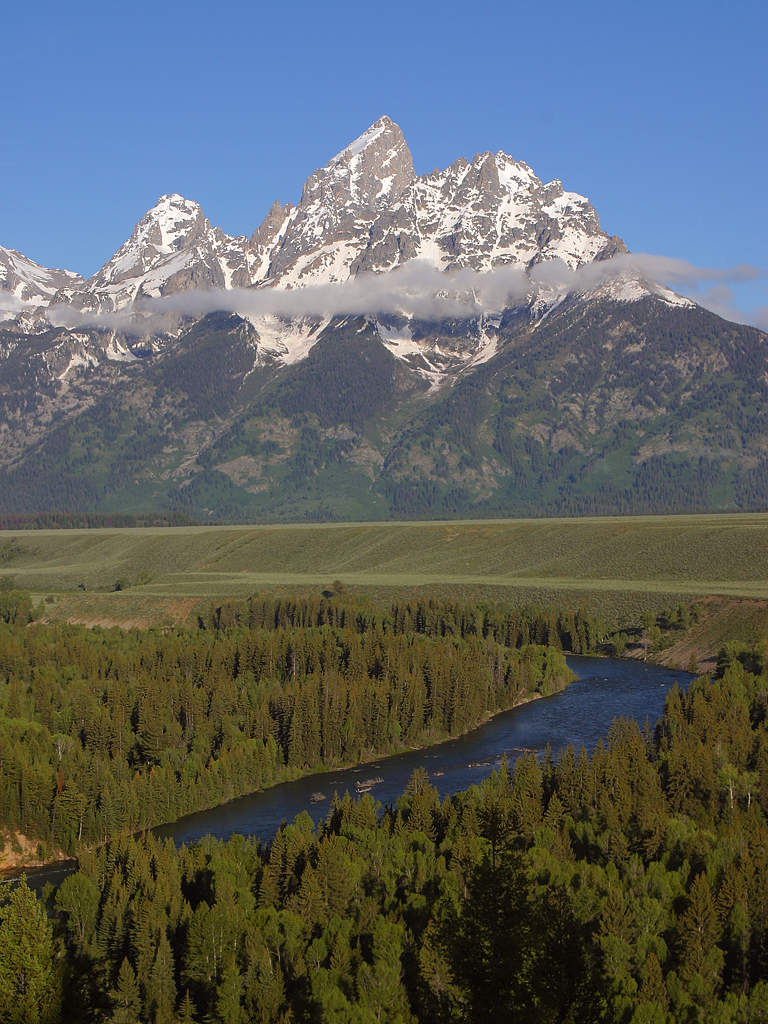
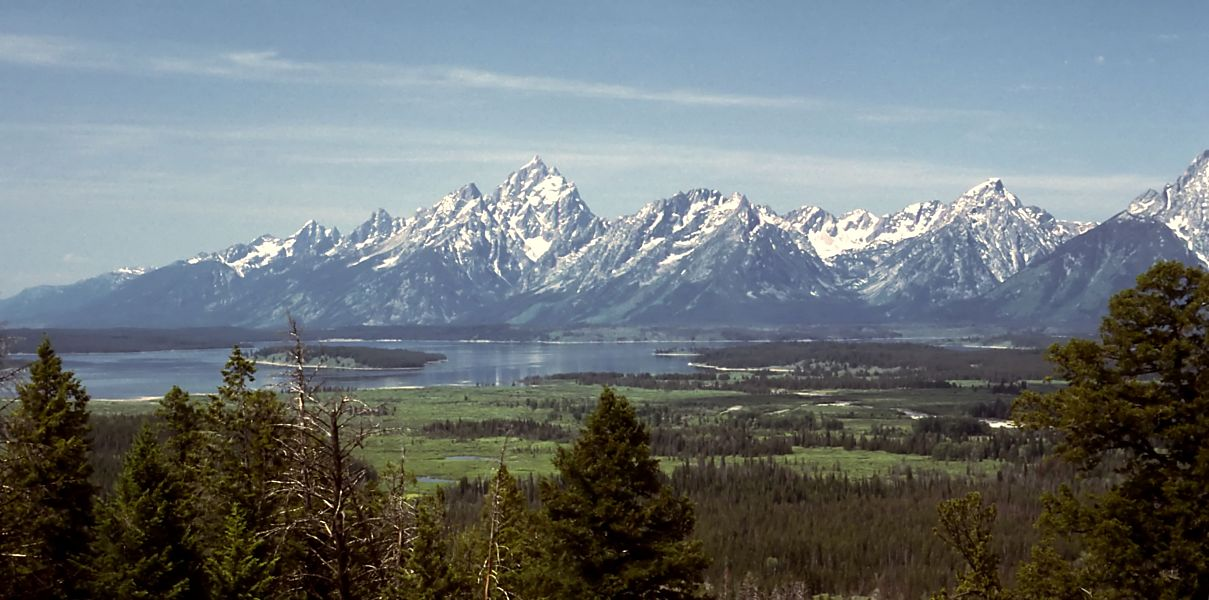

<div class="thumb tnone" style="margin-left: auto; margin-right:auto; margin-top:20px; overflow:hidden; width:auto; max-width:Expresión errónea: palabra «x» desconocidapx;">